# Lokeren (stacja kolejowa)
Lokeren (niderl. Station Lokeren) – stacja kolejowa w Lokeren, w prowincji Flandria Wschodnia, w Belgii. Znajduje się na linii 59 Antwerpia - Gandawa oraz 57 biegnącej z Aalst. 

## Linie kolejowe
- Linia 57 Aalst - Lokeren
- Linia 59 Antwerpia - Gandawa
- Linia 77A Lokeren - Moerbeke

## Połączenia
Codzienne
| Typ pociągu | Trasa                                                   | Częstotliwość |
| ----------- | ------------------------------------------------------- | ------------- |
| IC 02       | Antwerpen-Centraal - Gandawa - Oostende                 | 1x/h          |
| IC 04       | Antwerpen-Centraal - Gandawa - Lille-Flandres/Poperinge | 1x/h          |

### W Tygodniu
| Typ pociągu | Trasa                                                      | Częstotliwość       |
| ----------- | ---------------------------------------------------------- | ------------------- |
| IC 26       | Sint-Niklaas - Dendermonde - Bruksela - Tournai - Kortrijk | 1x/h                |
| IC 28       | Antwerpen-Centraal - Gent-Sint-Pieters                     | 1x/h                |
| L           | Lokeren - Antwerpen-Centraal                               | 1x/h                |
| P           | Sint-Niklaas - Schaarbeek                                  | W godzinach szczytu |

### Weekendowe
| Typ pociągu | Trasa                                          | Częstotliwość |
| ----------- | ---------------------------------------------- | ------------- |
| IC 20       | Lokeren - Bruksela - Aalst - Gent-Sint-Pieters | 1x/h          |
| L           | Lokeren - Antwerpia - Roosendaal               | 1x/h          |

## Galeria

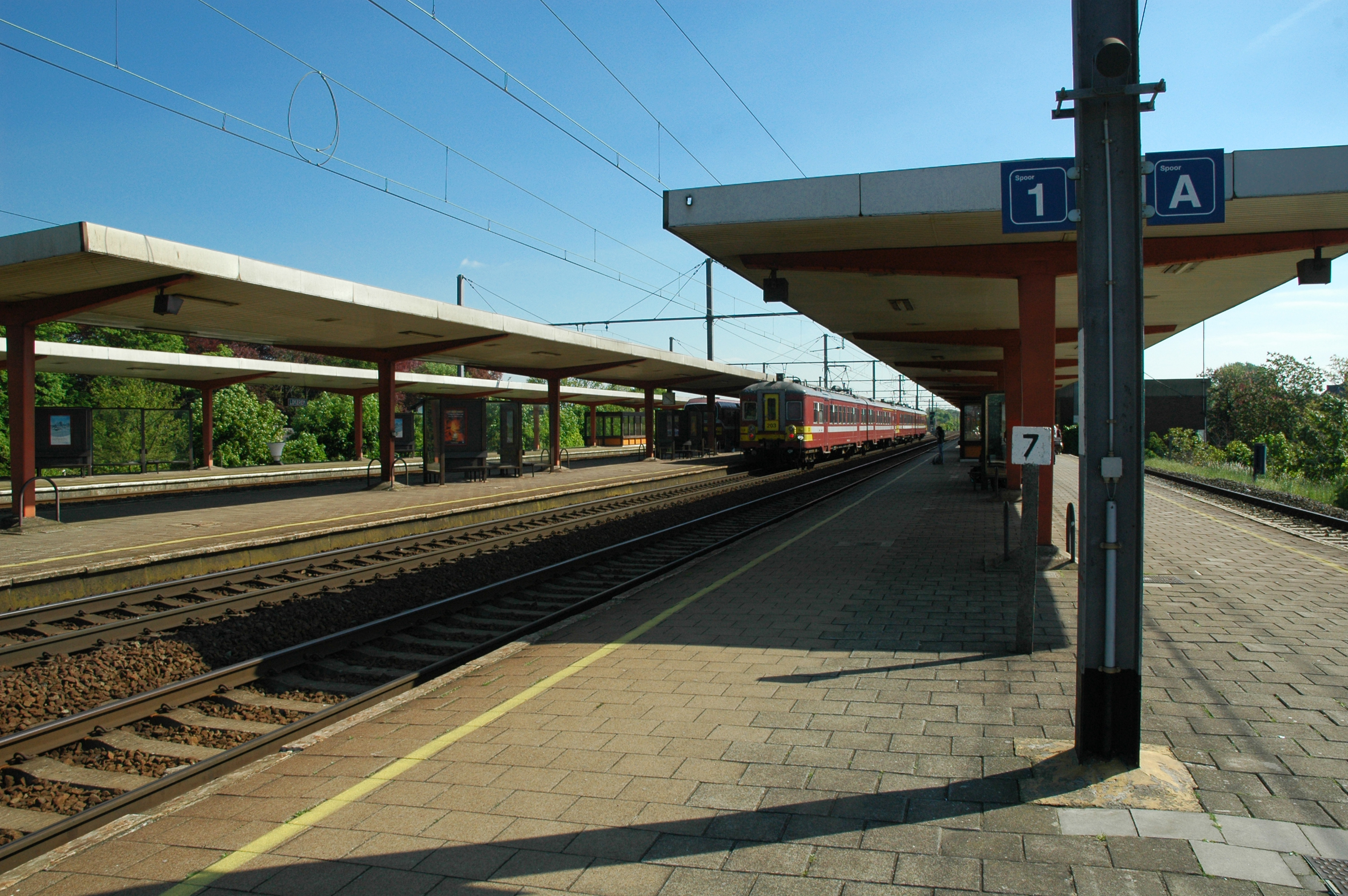
Widok na perony
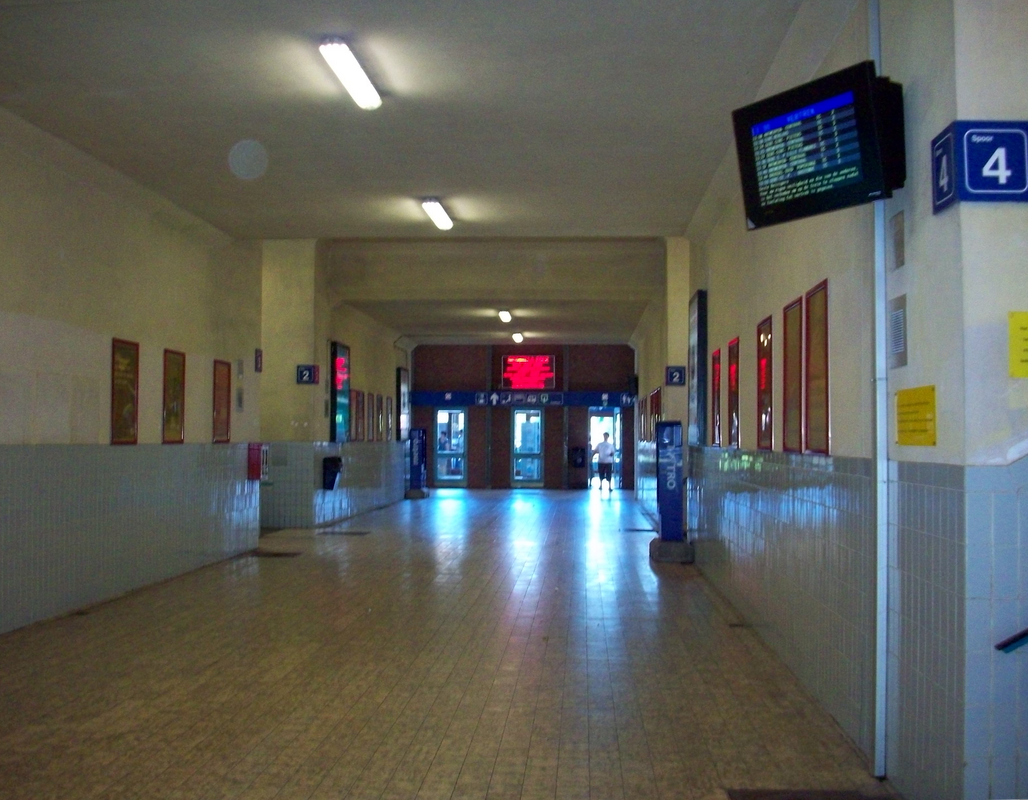
Tunel
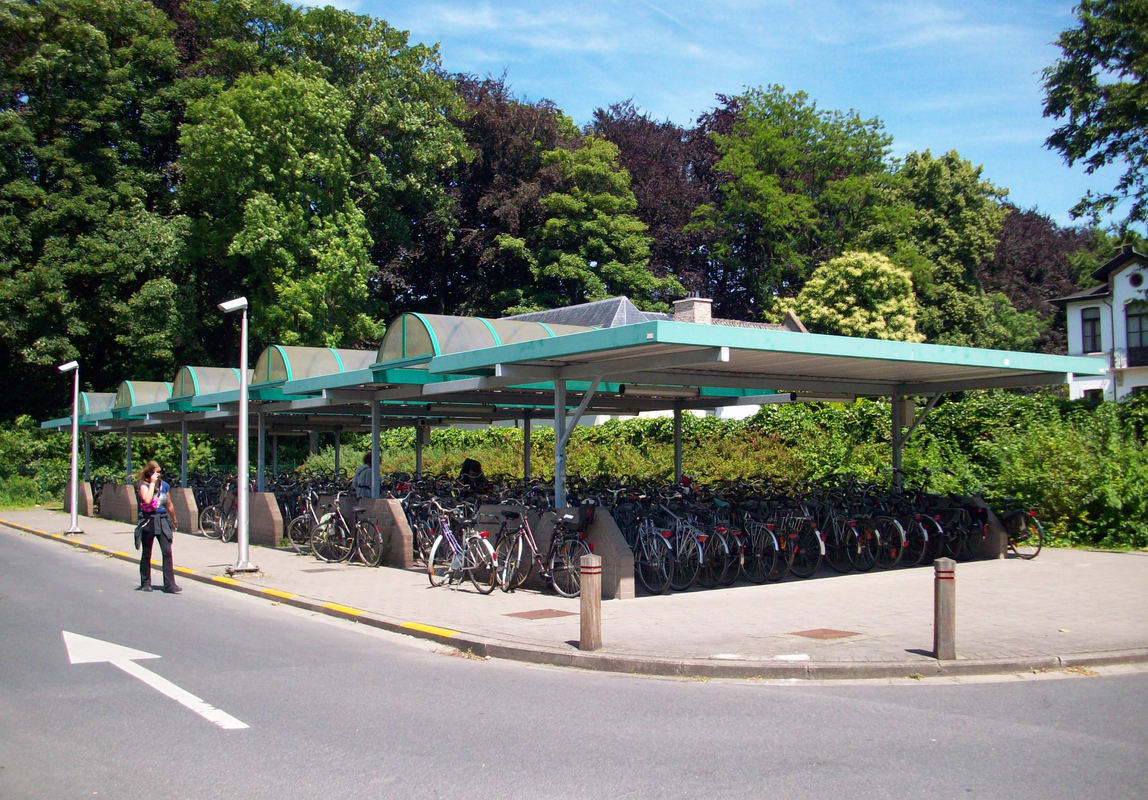
Wiata rowerowa
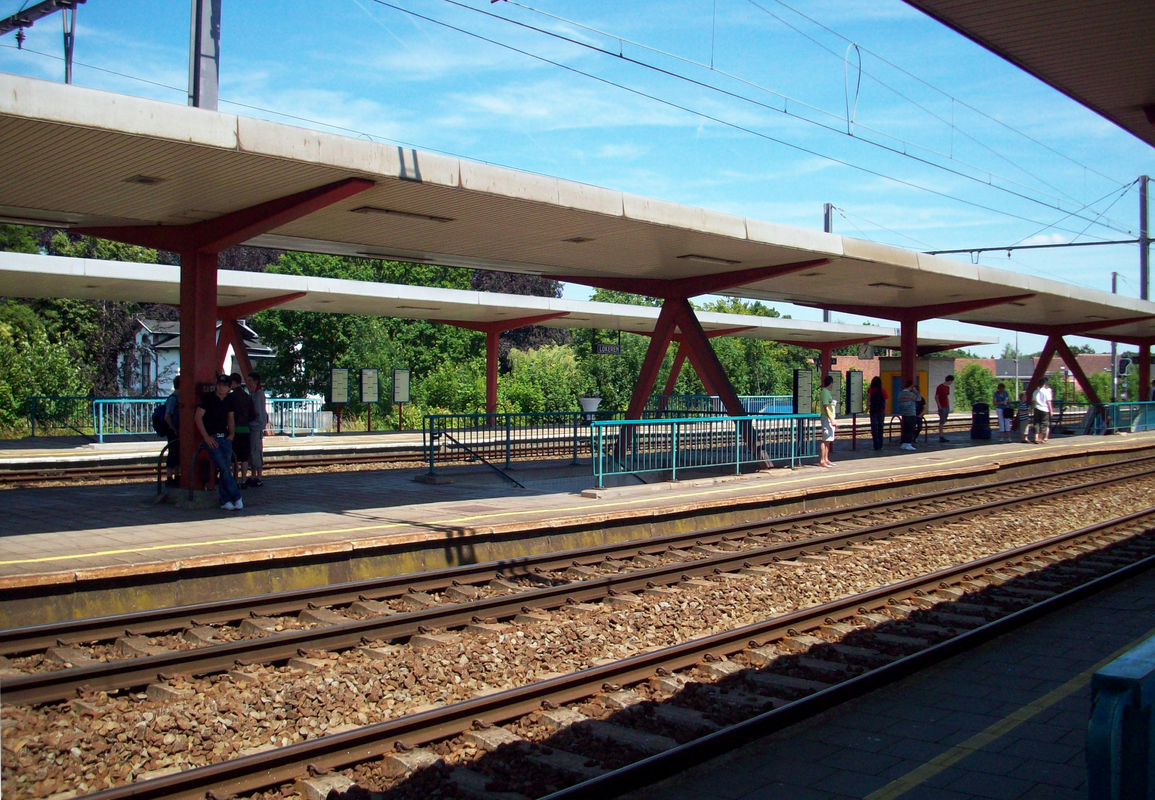
Wiata peronowa
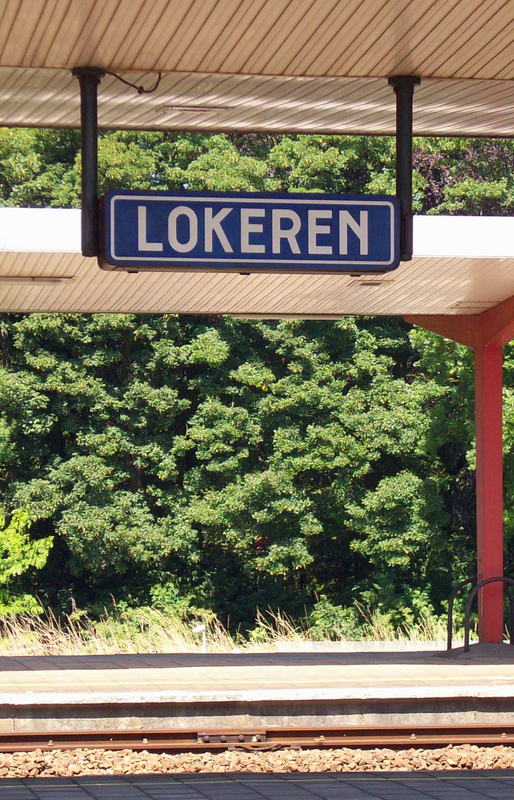
Tabliczka z nazwą stacji